# Irene Grandi (versión española)
Irene Grandi (versión española) es el primer álbum en español de la cantante italiana Irene Grandi, publicado en el mes de mayo de 1998.
Este disco, publicado para el mercado latino, es una recopilación de las canciones más significantes de Irene Grandi traducidas en español.
Para la realización de este disco, participó Laura Pausini para facilitar la traducción de la letra de italiano a español.
Al contrario de la versión alemana del álbum Irene Grandi, este disco, aunque tenga el mismo título del álbum debut de la cantante es un proyecto totalmente independiente.

## Lista de canciones
| Irene Grandi (versión española) |                                                |                                    |                               |          |  |
| N.º                             | Título                                         | Escritor(es)                       | Álbum original                | Duración |  |
| 1.                              | «Qué vida es» (Che vita è)                     | Telonio                            | Per fortuna purtroppo (1997)  | 4:26     |  |
| 2.                              | «Bum bum (versión española)» (Bum bum)         | Telonio, Eric Buffat               | In vacanza da una vita (1995) | 4:23     |  |
| 3.                              | «Ven ven ven» (Vai Vai Vai)                    | Telonio, Eric Buffat               | Irene Grandi (1994)           | 5:10     |  |
| 4.                              | «Un tema maldito» (Un motivo maledetto)        | Irene Grandi, Telonio              | Irene Grandi (1994)           | 4:25     |  |
| 5.                              | «Primitiva» (Primitiva)                        | Irene Grandi                       | Per fortuna purtroppo (1997)  | 4:32     |  |
| 6.                              | «Dulcísimo amante» (Dolcissimo amore)          | Irene Grandi, Telonio              | In vacanza da una vita (1995) | 4:18     |  |
| 7.                              | «Fuera» (Fuori)                                | Irene Grandi, Telonio              | Irene Grandi (1994)           | 4:19     |  |
| 8.                              | «Es posible que tú y yo» (È possibile che noi) | Telonio                            | Per fortuna purtroppo (1997)  | 4:35     |  |
| 9.                              | «T.Q.M.» (T.V.B.)                              | Jovanotti, Telonio                 | Irene Grandi (1994)           | 3:55     |  |
| 10.                             | «Cosas de grandes» (Cose da grandi)            | Irene Grandi, Telonio, Eric Buffat | Irene Grandi (1994)           | 5:33     |  |

- Datos: Q3801904